# SummerSlam 2010
SummerSlam 2010 è stata la ventitreesima edizione dell'omonimo evento in pay-per-view prodotto annualmente dalla WWE. L'evento si è svolto il 15 agosto 2010 allo Staples Center di Los Angeles.

## Storyline
Nella puntata di Raw del 7 giugno il Nexus (Darren Young, David Otunga, Heath Slater, Justin Gabriel, Michael Tarver, Skip Sheffield e Wade Barrett), stable formata dai sette partecipanti della prima stagione di NXT, ha fatto il suo debutto nel roster principale, attaccando brutalmente l'allora WWE Champion John Cena, CM Punk ed altri membri del personale a bordo ring, pretendendo poi di essere messi sotto contratto dalla WWE. Nella puntata di Raw del 14 giugno, dopo essersi rifiutato di metterli sotto contratto, il General Manager dello show, Bret Hart, è stato brutalmente attaccato dal Nexus, costringendo il Chairman della WWE, Vince McMahon, a nominare un nuovo General Manager anonimo, il quale ha poi assunto tutti i componenti della stable. Dopo avergli fatto perdere il WWE Championship in favore di Sheamus a Fatal 4-Way, il Nexus ha interferito anche nello Steel Cage match di Money in the Bank tra Cena e Sheamus stesso, consentendo a quest'ultimo di mantenere il titolo. Nella puntata di Raw del 19 luglio Cena ha confrontato il Nexus, con questi che gli hanno poi offerto un posto all'interno della loro stable; tuttavia Cena ha rifiutato la proposta del leader, Wade Barrett, sfidandoli poi ad un match per SummerSlam. Un match ad eliminazione tra il Team WWE (formato da Cena, Edge, Chris Jericho, John Morrison, R-Truth, The Great Khali e Bret Hart) contro il Nexus è stato quindi sancito per SummerSlam. Nella puntata di Raw del 2 agosto, dopo che il Nexus ha brutalmente attaccato Khali, infortunandolo (kayfabe), lo United States Champion e Mr. Money in the Bank The Miz si è offerto per sostituire Khali nell'incontro di SummerSlam, dicendo però che prenderà la sua decisione definitiva direttamente all'evento.
Nella puntata di Raw del 19 luglio Randy Orton ha vinto un Triple Threat match contro Edge e Chris Jericho, diventando così il contendente n°1 del WWE Champion Sheamus. Un match tra Sheamus e Orton con in palio il WWE Championship è stato quindi annunciato per SummerSlam. Nella puntata di Raw del 9 agosto il General Manager anonimo ha poi trasformato l'incontro di SummerSlam tra i due in un Last Chance match: se Orton perderà, non avrà più l'opportunità di riconquistare il titolo finché Sheamus sarà campione.
A Money in the Bank, Kane ha incassato il contratto del Money in the Bank, vinto poco prima, sul World Heavyweight Champion Rey Mysterio dopo che questi aveva appena difeso con successo il titolo contro Jack Swagger, sconfiggendolo poi per conquistare il titolo per la prima volta. Nella puntata di SmackDown del 23 luglio Mysterio ha sconfitto Swagger in un 2-out-of-3 Falls match per 2-1, ottenendo un rematch per il titolo di Kane. Un match tra Kane e Mysterio con in palio il World Heavyweight Championship è stato dunque sancito per SummerSlam.
Nella puntata di SmackDown del 16 luglio Big Show ha rimosso la maschera che CM Punk indossava per coprire la propria calvizia poiché, a Over the Limit, questi era stato sconfitto da Rey Mysterio in uno Straight Edge Society pledge vs. Hair match; con la stipulazione che prevedeva la rasatura dei capelli di Punk in caso di sua sconfitta. Nella puntata di SmackDown del 30 luglio Punk, insieme ai suoi alleati della Straight Edge Society (Luke Gallows, Joey Mercury e Serena), ha brutalmente attaccato Big Show con dei gradoni d'acciaio per vendicarsi dell'umiliazione subita in precedenza. Un Handicap match tra la Straight Edge Society (Punk, Gallows e Mercury) contro il solo Big Show è stato poi sancito per SummerSlam.
Nella puntata di SmackDown del 6 agosto Dolph Ziggler ha sconfitto il campione Kofi Kingston, conquistando così l'Intercontinental Championship per la prima volta. Un rematch tra i due con palio il titolo è stato poi annunciato per SummerSlam.
Nella puntata di Raw del 2 agosto Melina ha fatto il suo ritorno dopo un grave infortunio, attaccando la Divas Champion Alicia Fox. Nella puntata di Raw del 9 agosto, dopo che Melina ha sconfitto Alicia in un incontro non titolato, è stato sancito un match tra le due con in palio il Divas Championship per SummerSlam.

## Risultati
| #       | Incontri                                                                                                   | Stipulazioni                                          | Durata |
| ------- | --- | ----------------------------------------------------- | ------ |
| Kickoff | Evan Bourne ha sconfitto Zack Ryder                                                                        | Single match                                          | —      |
| 1       | Dolph Ziggler (c) (con Vickie Guerrero) vs. Kofi Kingston è terminato in no-contest                        | Single match per il WWE Intercontinental Championship | 07:05  |
| 2       | Melina ha sconfitto Alicia Fox (c)                                                                         | Single match per il WWE Divas Championship            | 05:20  |
| 3       | Big Show ha sconfitto The Straight Edge Society (con Serena)                                               | Three-on-one handicap match                           | 06:45  |
| 4       | Randy Orton ha sconfitto Sheamus (c) per squalifica                                                        | Last chance match per il WWE Championship             | 18:55  |
| 5       | Kane (c) ha sconfitto Rey Mysterio                                                                         | Single match per il World Heavyweight Championship    | 13:31  |
| 6       | Bret Hart, Chris Jericho, Daniel Bryan, Edge, John Cena, John Morrison e R-Truth hanno sconfitto The Nexus | Seven-on-seven tag team elimination match             | 35:15  |

Seven-on-seven tag team elimination match
| #         | Wrestler       | Eliminato da   | Metodo di eliminazione                                     | Tempo     |
| --------- | -------------- | -------------- | ---------------------------------------------------------- | --------- |
| 1         | Darren Young   | Daniel Bryan   | Sottomesso alla LeBell Lock                                | 00:42     |
| 2         | Michael Tarver | John Morrison  | Schienato dopo la Starship Pain                            | 03:42     |
| 3         | John Morrison  | Skip Sheffield | Schienato dopo un lariat                                   | 07:32     |
| 4         | R-Truth        | Skip Sheffield | Schienato dopo un lariat                                   | 07:59     |
| 5         | Bret Hart      | —              | Squalificato per aver colpito Skip Sheffield con una sedia | 12:08     |
| 6         | Skip Sheffield | Edge           | Schienato dopo la Spear                                    | 13:13     |
| 7         | David Otunga   | Chris Jericho  | Sottomesso alla Walls of Jericho                           | 19:13     |
| 8         | Chris Jericho  | Heath Slater   | Schienato dopo la Sweetness                                | 20:05     |
| 9         | Edge           | Heath Slater   | Schienato con un Roll-up                                   | 20:38     |
| 10        | Heath Slater   | Daniel Bryan   | Sottomesso alla LeBell Lock                                | 29:02     |
| 11        | Daniel Bryan   | Wade Barrett   | Schienato dopo essere stato colpito da The Miz             | 29:32     |
| 12        | Justin Gabriel | John Cena      | Schienato dopo aver mancato la 450° Splash                 | 34:50     |
| 13        | Wade Barrett   | John Cena      | Sottomesso alla STF                                        | 35:15     |
| Vincitore | John Cena      | John Cena      | John Cena                                                  | John Cena |